# Joey Fink
Joseph Fink, meglio conosciuto con il nome Joey (Ridgewood, 31 luglio 1951), è un ex calciatore statunitense, di ruolo attaccante.

## Carriera

### Club
Formatosi nella selezione dell'università di New York, per i cui meriti sarà inserito nel famedio sportivo dell'istituto nel 2008, nel 1973 viene ingaggiato dalla franchigia della NASL dei N.Y. Cosmos, con cui ottiene il raggiungimento delle semifinali nella stagione 1973. Nelle due stagioni seguenti ai Cosmos, Fink con la sua squadra non riuscì a raggiungere la fase finale del torneo nordamericano.
Nella stagione 1976 passa ai T.B. Rowdies, con cui raggiunse la finale della NASL nell'edizione 1978, persa contro i Cosmos. Fink giocò nella finale, subentrando all'inglese Mick McGuire nel secondo tempo.
Terminata la sua esperienza nella NASL, Fink passa a giocare nella American Soccer League, dapprima ai California Sunshine, poi ai Cleveland Cobras e ai New York Utd.
Nella stagione 1981 è in forza ai Carolina Lightnin', con cui vince il campionato ASL battendo in finale con i suoi i New York Utd.
Fink ha inoltre giocato nei campionati indoor sino al 1986.

### Nazionale
Dal 1973 al 1975 ha giocato sei incontri amichevoli con la nazionale di calcio degli Stati Uniti d'America.

## Statistiche

### Cronologia presenze e reti in Nazionale
| Cronologia completa delle presenze e delle reti in nazionale ― Stati Uniti | Cronologia completa delle presenze e delle reti in nazionale ― Stati Uniti | Cronologia completa delle presenze e delle reti in nazionale ― Stati Uniti | Cronologia completa delle presenze e delle reti in nazionale ― Stati Uniti | Cronologia completa delle presenze e delle reti in nazionale ― Stati Uniti | Cronologia completa delle presenze e delle reti in nazionale ― Stati Uniti | Cronologia completa delle presenze e delle reti in nazionale ― Stati Uniti | Cronologia completa delle presenze e delle reti in nazionale ― Stati Uniti |
| Data                                                                       | Città                                                                      | In casa                                                                    | Risultato                                                                  | Ospiti                                                                     | Competizione                                                               | Reti                                                                       | Note                                                                       |
| -------------------------------------------------------------------------- | -------------------------------------------------------------------------- | -------------------------------------------------------------------------- | -------------------------------------------------------------------------- | -------------------------------------------------------------------------- | -------------------------------------------------------------------------- | -------------------------------------------------------------------------- | -------------------------------------------------------------------------- |
| 9-9-1973                                                                   | Hartford                                                                   | Stati Uniti                                                                | 1 – 0                                                                      | Bermuda                                                                    | Amichevole                                                                 | -                                                                          |                                                                            |
| 16-10-1973                                                                 | Città del Messico                                                          | Messico                                                                    | 2 – 0                                                                      | Stati Uniti                                                                | Amichevole                                                                 | -                                                                          | 68’                                                                        |
| 3-11-1973                                                                  | Port-au-Prince                                                             | Haiti                                                                      | 1 – 0                                                                      | Stati Uniti                                                                | Amichevole                                                                 | -                                                                          |                                                                            |
| 17-11-1973                                                                 | Giaffa                                                                     | Israele                                                                    | 3 – 1                                                                      | Stati Uniti                                                                | Amichevole                                                                 | -                                                                          |                                                                            |
| 21-08-1975                                                                 | Città del Messico                                                          | Argentina                                                                  | 6 – 0                                                                      | Stati Uniti                                                                | Amichevole                                                                 | -                                                                          | 38’                                                                        |
| 24-08-1975                                                                 | Città del Messico                                                          | Messico                                                                    | 2 – 0                                                                      | Stati Uniti                                                                | Amichevole                                                                 | -                                                                          | 66’                                                                        |
| Totale                                                                     |                                                                            | Presenze                                                                   | 6                                                                          |                                                                            | Reti                                                                       | 0                                                                          |                                                                            |

## Palmarès
- American Soccer League: 1

Carolina Lightnin': 1981